# آغا خان
آغا خان لقب يعني النبيل أو السيد، وأصبح هذا اللقب خاصا بإمام الإسماعيليين النزاريين منذ عهد الإمام السادس والأربعين، الآغا خان الأول، الذي عاش في القرن التاسع عشر ميلادي.
وكان فتح علي شاه، وهو ملك فارس من الأسرة القاجارية، قد منح هذا اللقب للإمام النزاري في أربيعينيات القرن الثالث عشر هجري/عشرينيات القرن التاسع عشر ميلادي.
وقد تلقب به خمسة من الأئمة هُم:
- آغا خان الأول
- آغا خان الثاني
- آغا خان الثالث
- آغا خان الرابع
- آغا خان الخامس